# Spider Webb
 Travis "Spider" Webb  (Joplin (Missouri), 8 d'octubre del 1910 - McMinnville, Oregon, 27 de gener del 1990) va ser un pilot estatunidenc de curses automobilístiques. Webb va córrer a la Champ Car a les temporades 1948-1954 incloent-hi la cursa de les 500 milles d'Indianapolis d'aquests anys (menys l'edició de 1951).

## Resultats a la Indy 500
| Any    | Cotxe  | Sortida | Vel. mitja | Ranking | Final  | Voltes | V. líder | Retirat      |
| ------ | ------ | ------- | ---------- | ------- | ------ | ------ | -------- | ------------ |
| 1948   | 51     | 30      | 125.545    | 12      | 27     | 27     | 0        | Pèrdua d'oli |
| 1949   | 37     | 26      | 127.002    | 26      | 33     | 0      | 0        | Transmissió  |
| 1950   | 21     | 14      | 129.748    | 26      | 20     | 126    | 0        | A 9 voltes   |
| 1952   | 48     | 29      | 135.962    | 11      | 22     | 162    | 0        | Pèrdua d'oli |
| 1953   | 62     | 18      | 136.168    | 17      | 19     | 166    | 0        | Pèrdua d'oli |
| 1954   | 65     | 29      | 137.979    | 26      | 30     | 104    | 0        | Pèrdua d'oli |
| Totals | Totals | Totals  | Totals     | Totals  | Totals | 585    | 0        |              |

| Curses       | 6 |
| Poles        | 0 |
| Voltes líder | 0 |
| Victòries    | 0 |
| Top 5        | 0 |
| Top 10       | 0 |
| Retirades    | 5 |

## A la F1
El Gran Premi d'Indianapolis 500 va formar part del calendari del campionat del món de la Fórmula 1 entre les temporades 1950 a la 1960. Els pilots que competien a la Indy durant aquests anys també eren comptabilitats pel campionat de la F1.
Spider Webb va participar en 4 curses de F1, debutant al Gran Premi d'Indianapolis 500 del 1950.

### Palmarès a la F1
- Participacions: 4
- Poles: 0
- Voltes Ràpides: 0
- Victòries: 0
- Pòdiums: 0
- Punts vàlids per la F1: 0